# Идукай и Мурадым
«Идука́й и Мурады́м» (баш. Иҙеүкәй менән Мораҙым) — произведение башкирского народного эпоса, вобравшее в себя многочисленные тюркские сказания о золотоордынском хане Токтамыше, темнике (русское название воинского звания тумэнбаши в Золотой Орде, который командовал десятью тысячами воинов) Едигее. Записано в стиховорно-прозаической форме. «Идукай и Мурадым» является наиболее крупным произведением башкирского фольклора, его наиболее полный вариант, включающий в себя около 7 тыс. стихов основанный на рукописном тексте 1762 года, был записан фольклористом М. А. Бурангуловым от жителя деревни Нижне-Ильясово Бузулукского уезда Самарской губернии Гимадия Каскынова.

## История
Фрагменты эпоса записывались М. И. Уметбаевым в 1883 году, Х. Г. Габитовым — в 1923 году, Г. Ф. Вильдановым — в 1927 году. Сказочные варианты произведения записывались А. Г. Бессоновым, С. Ф. Миржановой.
Не сохранившийся ныне, полный текст эпоса, обнаружен М. А. Бурангуловым в 1910 году в деревне Нижне-Ильясово Бузулукского уезда Самарской губернии (ныне Красногвардейский район Оренбургской области). Сводный текст произведения, составленный Бурангуловым по известным вариантам, был опубликован в 1940 году в журнале «Үктәбер» № 6-8.
В 1928 году фольклорист Наки Исанбет записал разные варианты эпоса в деревнях Кусимово Тамьян-Катайского кантона (ныне Абзелиловский район РБ), Яикбаево, Туркменево Зилаирского кантона (ныне Баймакский район РБ).

## Сюжет
В произведении Идукай и Мурадым описываются события конца XIV — начала XV века, времени распада Золотой Орды и создания могущественного государства эмира Тимура. В разных версиях эпоса борьба между властителями двух феодальных государств изображается, как конфликт между жестоким ханом Тохтамышем и защитником справедливости Идиге-бием.
В произведении отражена борьба башкирского народа за освобождение от татаро-монгольского ига, разворачивающаяся на фоне междоусобий правителей Золотой Орды. Идея объединения башкирских племён в единое независимое государство проходит через все произведение.
Главный герой Идукая (Едигей) является воплощением народной мечты о справедливом правителе. Он один их семи башкирских правителей не сложил оружие. Идукай показан как бесстрашный и справедливый башкирский батыр. Объединив под своим началом племена кыпсак, тамьян, катай, табын, юрматы, он ведёт борьбу за освобождение Урала от чужеземцев. В эпосе показан противоречивый характер героя. Так, его отец Котлы уходит служить хану, сам же Идукай продолжает борьбу против хана и его биев. При этом он нарушает древнейший обычай — идет против слова отца и йыйына (народного собрания). В произведении раскрыты особенности характера Идукая, он показан как хитрый визирь, политик, талантливый дипломат. Он с легкостью заключает перемирие с Тура-бием, отдает родной Урал под власть то одному, то другому хану, воюет с Туктамышем.
После гибели Идукая его дело продолжает его сын Мурадым.
Наставником героев является Хабрау-йырау. В эпосе фигурируют также другие реальные личности, такие как Сатмыр-хан (Тимур), Туктамыш (Тохтамыш).

## Использование
По мотивам эпоса в 1990 году в Уфимском ТЮЗе поставлен одноимённый спектакль Бурангулова (режиссёр Д. Абсалямова, сценограф Б. Я. Торик, композитор Р. Х. Сахаутдинова). Около 15 вариантов эпоса, записанных на территории Башкортостана, Оренбугской области, хранятся в Научном архиве УНЦ РАН.
Эпос Идукай и Мурадым с разными вариантами есть в фольклоре казахов, каракалпаков, ногайцев, татар, узбеков и др.

## Фильмография
- Мораҙым-хан (2020)